# Karl Stolz (Politiker, 1913)
Karl Stolz (* 19. Juni 1913 in Unterbrüden; † 6. Juli 2001 in Ludwigsburg) war ein deutscher Landrat und Präsident des Württembergischen Sparkassen- und Giroverbandes.

## Leben
Stolz legte 1931 an der Oberrealschule Cannstatt das Abitur ab. Zum Sommersemester nahm er das Studium der Rechtswissenschaften an der Eberhard Karls Universität Tübingen auf, welches er an der Ludwig-Maximilians-Universität München fortsetzte.
Ende 1934 wurde er in die Wehrmacht eingezogen, in die Offizierslaufbahn übernommen und schied am Ende des Krieges als Major aus.
Im März 1946 kam er zur Württembergischen Versorgungsverwaltung. Zunächst war er Verwaltungsleiter der Zentralklinik in Göppingen und nach bestandener Übergangsprüfung für den höheren Dienst Leiter der Versorgungsämter Ulm und Karlsruhe. Nach der Beförderung zum Oberregierungsrat, wurde er im Baden-Württembergischen Arbeitsministerium tätig.
Stolz wurde im Februar 1961 zum Landrat des Landkreises Ludwigsburg gewählt. Dieses Amt übte er bis Februar 1967 aus.
Im März 1967 wurde Karl Stolz, der bisher als Landrat auch Vorsitzender des Verwaltungsrats der Kreissparkasse Ludwigsburg war, zum Präsidenten des Württembergischen Sparkassen- und Giroverbandes gewählt. Sein Gegenkandidat war der ehemalige Finanzminister Baden-Württembergs und FDP-Landesvorsitzende Hermann Müller. Dem Verband stand er bis 1981 vor. Des Weiteren führte er den Vorsitz im Aufsichtsrat der Württembergischen Kreditverein AG.
Seit 1931 war Stolz Mitglied der Tübinger Landsmannschaft Schottland. Ferner gründete er 1969 den Lions-Club Ludwigsburg-Favorite.

## Auszeichnungen
- 1981: Großes Verdienstkreuz der Bundesrepublik Deutschland